# العلامة التجارية في سيونغ-هو
العلامة التجارية في سيونغ-هو (بالكورية: 브랜딩 인 성수동) هو مسلسل ويب كوري جنوبي، من بطولة كيم جي إيون، لومون، يانغ هاي جي، كيم هو يونغ. صدرت اول 4 حلقات على شبكة U+Mobile TV في 5 فبراير 2024.

## ملخص
يصور المسلسل ما يحدث عندما يتبادل المتدرب الدافئ ايون-هو (لومون) مع قائدة فريق التسويق القاسية نا-ايوم (كيم جي-اون) ارواحهما نتيجة قبلة.

## طاقم
- كيم جي-يون - كانغ نا-ايوم.[4]
- لومون - سو اون-هو.[4]
- يانغ هاي-جي - دو يو-مي.[4]
- كيم هو-يونغ - تشا جونغ-وو.[4]
- جيون جون هو - جوريكس
- تشاي سو آه - جي-ان
- لي كوانغ هي - هوانغ جاي ها
- كيم يونغ جي - سيونغ سو دونغ
- جونغ يي رانغ - ري يونغ اي
- آهن يون هونغ - مين هي جيونغ
- شين هيون-سو - كيم جين سيوك

## الانتاج
المسلسل من كتابة تشوي سو-مين التي تكتب مسلسل زين عادي جديد (2022)، وجيون سيون يونغ التي كتبت أوه! يونغ شيم (2023). ومن تخطيط استوديو ال جي يو بلس أكس وانتاجه بتنسيق مع استوديو في بلس وشركة الإنتاج هايغرواند، وصدر على منصة إل جي، يو بلس موبايل تي في.

## روابط خارجية
- العلامة التجارية في سيونغ-سو على موقع IMDb (الإنجليزية)
- العلامة التجارية في سيونغ-سو على موقع قاعدة بيانات الفيلم (الإنجليزية)
- العلامة التجارية في سيونغ-هو على هانسينما